# Коста Михаиловић
Коста Михаиловић (Шабац, 1. март 1917 — Београд, 19. септембар 2007) био је дипломирани правник, српски економиста, редовни професор, академик.

## Почеци
Рођен је 1917. године у Шапцу, где је завршио основну школу и гимназију (1936). Студије на Правном факултету завршио је 1940. године. Докторирао је на Економском факултету у Београду.
На стручном усавршавању, као стипендиста УН, боравио је у САД, Јапану и Индији.
По завршеном школовању радио је као адвокатски приправник у Београду, Шапцу и Богатићу. Године 1949. запослио се у Економском институту, где остаје све до 1984. године. За редовног професора Економског факултета у Београду изабран је 1965. године.

## Економиста
Био је члан Економског савета Југославије, члан управе Савеза економиста Југославије, председник Савета Економског факултета, председник Одбора за развој науке Скупштине Републичке заједнице наука Србије. Један је од основача и председник Научне секције економиста Југославије. Био је члан научног већа Института друштвених наука и научног већа Економског института у Београду.
Држао је предавања на последипломским студијама у Институту за социјални развој у Нагу, Пољопривредном Институту Медитерана у Монпељеу, скупу директора Института за регионални развој у Нагоји.
Дуги низ година био је члан редакције часописа "Економист". У више колективних студија Економског факултета био је главни редактор. Члан редакцијског савета часописа "Економска мисао". За дописног члан САНУ изабран је 1983. године.

## Одликовања
За научни и друштвени рад одликован је орденом рада II реда. Добитник је Седмојулске награде (1963) као и Повеље Савеза економиста Србије.